# Dusty Springfield

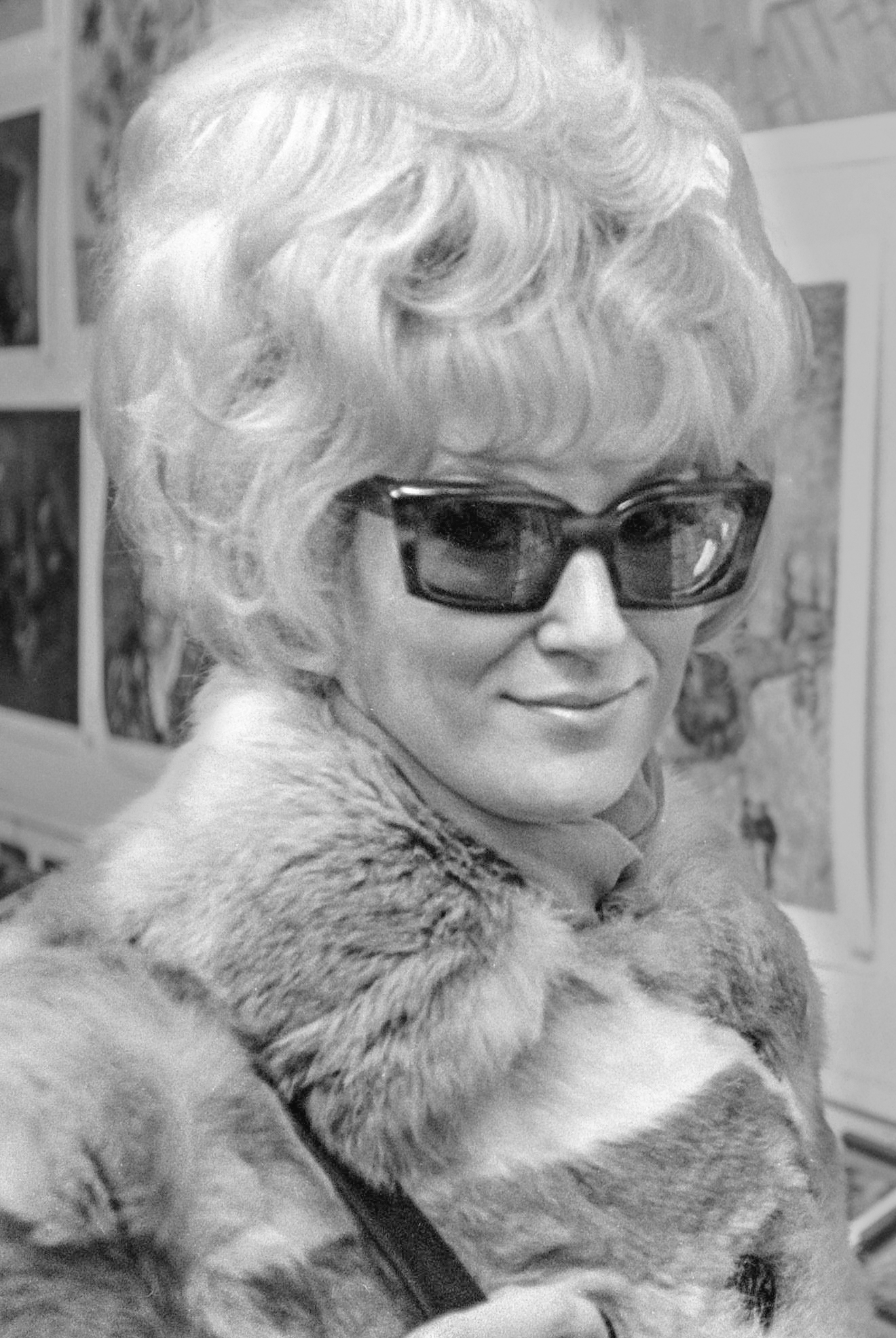
Dusty Springfield (1968)

Dusty Springfield, OBE (* 16. April 1939 in Hampstead, London; † 2. März 1999 in Henley-on-Thames, Oxfordshire; bürgerlich Mary Isabel Catherine Bernadette O’Brien) war eine britische Pop- und Soulsängerin. Wegen des dunklen Timbres ihrer Stimme wird sie als „White Queen of Soul“ bezeichnet. Sie gilt als eine der erfolgreichsten Sängerinnen Großbritanniens sowie als Stilikone der 1960er Jahre.

## Frühe Jahre
Dusty Springfield wurde am 16. April 1939 in Hampstead, London unter dem Namen Mary Isabel Catherine Bernadette O’Brien geboren. Sie kam als zweites Kind ihrer irischstämmigen Mutter Catherine Anne Ryle (1900–1974) zur Welt. Ihr Vater war der aus Britisch-Indien stammende Buchhalter und Steuerberater Gerard Anthony O’Brien (1904–1979). Dusty Springfield stammte aus einer musikalischen Familie und zeigte früh Interesse an Gesang und Musikinstrumenten. Ihr älterer Bruder, Dion (1934–2022), wurde unter dem Künstlernamen Tom Springfield vor allem als Komponist und Musikproduzent bekannt.
Von 1958 bis 1960 gehörte sie neben Riss Chantelle (bürgerlicher Name: Iris Long) und Lynne Abrams unter dem Künstlernamen „Shan“ der Girlgroup The Lana Sisters an, die acht Singles bei Fontana Records veröffentlichten. Keine der Singles war kommerziell erfolgreich. Von 1960 bis 1963 gehörte sie zusammen mit ihrem Bruder Tom zum Folk-Trio The Springfields, das einige Hits in Großbritannien und den USA hatte.

## Durchbruch und Karriere
Am 8. November 1963 erschien Dusty Springfields erste Solo-Single, I Only Want to Be with You (Philips UK Single BF 1292), die Anfang 1964 auf Platz vier der britischen Charts gelangte. Es folgte eine Reihe von Hit-Singles: Stay Awhile 1964 (UK, höchste Notierung Platz 13), Wishin’ and Hopin’ 1964 (US Platz 6), I Just Don’t Know What to Do with Myself 1964 (UK Platz 3), Losing You 1964 (UK Platz 9), In the Middle of Nowhere 1965 (UK Platz 8), Some of Your Lovin’ 1965 (UK Platz 8), You Don’t Have to Say You Love Me 1966 (UK Platz 1, US Platz 4), Goin’ Back 1966 (UK Platz 10), All I See Is You 1966 (UK Platz 10), I Close My Eyes and Count to Ten 1968 (UK Platz 4) und Son of a Preacher Man 1968 (UK Platz 9, US Platz 10). Auf vielen ihrer frühen Aufnahmen wurde Springfield von den Breakaways als Background-Chor unterstützt.
1963 und 1964 moderierte Springfield die ersten Folgen der britischen TV-Musikendung Ready Steady Go und interviewte darin unter anderem die Beatles. Im Rahmen dieser Show initiierte sie im April 1965 das Special Ready Steady Go Special ’65 – The Sounds of Motown, in dem sie Künstlern des Motown-Labels in Großbritannien eine Plattform bot, darunter Musiker, die in den USA bereits etabliert, in Europa aber noch unbekannt waren, etwa The Supremes, Martha & the Vandellas, Marvin Gaye und Stevie Wonder.
Am 18. Dezember 1964 wurde Dusty Springfield in Südafrika des Landes verwiesen, nachdem sie fünf von insgesamt sieben geplanten Auftritten in Kapstadt und Johannesburg absolviert hatte. Sie hatte sich geweigert, gemäß den Apartheidsgesetzen vor einem nach Rassen getrennten Publikum aufzutreten.
Im Januar 1965 nahm sie neben anderen populären Sängerinnen wie Connie Francis, Petula Clark, Milva, Kiki Dee, Timi Yuro und Audrey Arno mit dem Lied Di fronte all’amore (Text: Umberto Bindi) am Sanremo-Festival teil, kam jedoch nicht ins Finale.
In den folgenden Jahren moderierte Springfield mehrere Musiksendungen im britischen Fernsehen, in denen sie eigene Songs vorstellte, doch auch ihre Lieblingslieder sang und Gäste empfing. Dies waren Dusty (BBC 1966/67), It Must Be Dusty (ATV 1968) und Decidedly Dusty (BBC 1969). Zudem war sie in Sketches und Comedy-Auftritten zu sehen, z. B. mit Des O’Connor in Messing About On the River und 1972 mit Engelbert und Jonathan Winters in The Wacky World of Jonathan Winters.
Springfields einziger Nummer-eins-Hit war im April 1966 der Titel You Don’t Have to Say You Love Me. Einige ihrer Titel nahm Springfield auch in französischer, italienischer und deutscher Sprache auf. Bei Live-Auftritten bot sie darüber hinaus gelegentlich Lieder auf Portugiesisch und Spanisch dar.

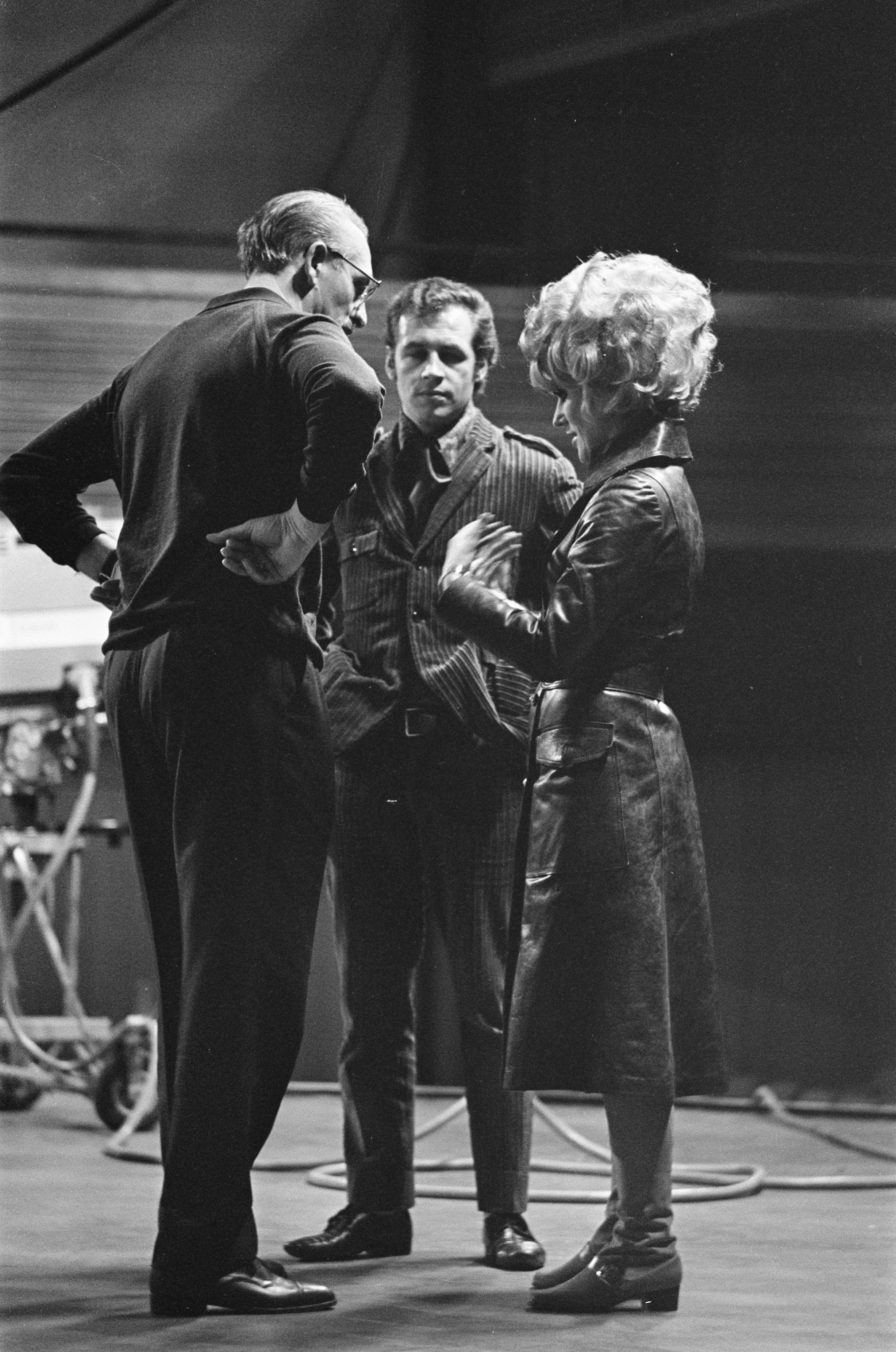
Dusty Springfield backstage beim Grand Gala du Disque Populaire (1968)

Neben hochplatzierten Singles veröffentlichte Springfield eine Reihe kommerziell erfolgreicher und künstlerisch vielfach gelobter Langspielplatten, darunter A Girl Called Dusty (1964) und Ev’rything’s Coming Up Dusty (1965). Die Platten Where Am I Going? (1967) und Dusty in Memphis (1969) waren kommerzielle Misserfolge, gelten heute jedoch als Klassiker. Es kam zu Live-Auftritten mit Jimi Hendrix, Tom Jones und Engelbert. 1969/1970 trat sie in der Liberace-Show, der Andy-Williams- und der Johnny-Cash-Show auf. Dabei präsentierte sie sich in einem Stil, der nachhaltig ihr Image prägte: schlanke lange Abendkleider, lange Fingernägel, viel Mascara und Schmuck, auftoupiertes blondes Haar oder Perücken und eine dramatische, aber grazile Gestik.
1967 nahm sie den Titelsong The Look of Love für die James-Bond-Parodie Casino Royale auf. Der Komponist des Songs, Burt Bacharach, und Songtexter Hal David wurden 1968 für den Oscar in der Kategorie „Bester Song“ nominiert.
Eine der eindrücklichsten und berühmtesten Balladen Springfields war I Close My Eyes and Count to Ten, die in ihrem Heimatland im Juli 1968 Platz 4 der Hitparade erreichte. Doch nahm sie auch immer wieder Lieder US-amerikanischer Soulsängerinnen auf, wie Piece of My Heart von Erma Franklin, I Can’t Hear You von Betty Everett, Oh No! Not My Baby von Maxine Brown, Doodlin von Baby Washington und Won’t Be Long von Aretha Franklin. Hinzu kamen Versionen von It Was Easier to Hurt Her von Garnet Mimms & the Enchanters, Will You Love Me Tomorrow von The Shirelles, Mockingbird von Inez und Charlie Foxx, Wasn’t Born to Follow von The Byrds (1971), das mexikanische Volkslied La Bamba (1965), den Bacharach-David-Klassiker (They Long to Be) Close to You (1964) sowie eine Interpretation von Richard Wagners Tannhäuser, Don’t Speak of Love (1968).

## Umzug in die USA
Immer wieder zog es Springfield in die USA. Auch wegen des Interesses der britischen Boulevardpresse an ihrem Privatleben – sie war lesbisch – suchte sie Distanz zu ihrer Heimat England. Besonders faszinierte sie der Soul der Motown-Musiker von den Supremes über Mary Wells bis hin zu Dionne Warwick. Als eine der wenigen europäischen Sängerinnen gelang es ihr ohne Anstrengung, ein Soul-Timbre in ihre eigenen Interpretationen einzubringen.
1968 nahm sie in Memphis bei Chips Moman eine vielfach gelobte Langspielplatte auf, Dusty in Memphis, die vier Lieder des Songschreiberduos Carole King und Gerry Goffin enthielt, unter anderem das hochdramatisch interpretierte No Easy Way Down. Besonders erfolgreich wurde das Lied Son of a Preacher Man, das in den USA wie auch in Europa in die Top Ten aufstieg und heute als Springfield-Klassiker gilt. 1969 nahm sie in den Sigma Sound Studios in Philadelphia die LP A Brand New Me auf.
Im Jahr 1972 ließ sich Dusty Springfield dauerhaft in Los Angeles nieder. Noch mehr als zuvor wandte sie sich stimmungsintensiven Balladen zu und betätigte sich zudem als Background-Sängerin anderer Interpreten. 1978, 1979 und 1982 erschienen weitere Alben von ihr.

## Comeback und späte Jahre
Im Jahr 1987 gelang Springfield in Zusammenarbeit mit den Pet Shop Boys ein neuerlicher Erfolg. Das Duett What Have I Done to Deserve This erreichte sowohl in der englischen als auch in der amerikanischen Hitparade den zweiten Platz, in Deutschland Platz vier.
Ende der 1980er und Anfang der 1990er Jahre gelangen ihr weitere Erfolge wie Nothing Has Been Proved (DE Platz 52, UK Platz 16), In Private (DE Platz 4, UK Platz 14), Reputation (DE Platz 29, UK Platz 38) – alles Auskopplungen aus dem Album Reputation (DE Platz 21, UK Platz 18). In Private und Nothing Has Been Proved waren erneut Kompositionen der Pet Shop Boys, die insgesamt die Hälfte des Albums produzierten und für das gesamte Album als Executive Producer wirkten. Der Titel Nothing Has Been Proved fand Verwendung in dem Film Scandal, der die Profumo-Affäre der 1960er Jahre verarbeitete.

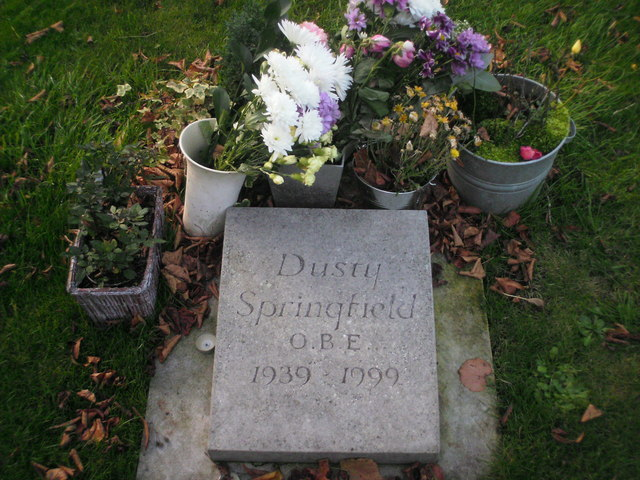
Springfields Grab in Henley-on-Thames

1993 erreichte Springfield abermals die britischen Charts, diesmal Platz 75 mit Heart and Soul, ein Duett mit Cilla Black. 1995 sang sie im Duett mit Daryl Hall den Titelsong des Spielfilms Während Du schliefst, Wherever Would I Be. Er stieg sowohl in die britischen als auch die deutschen Charts auf und stammte aus ihrem letzten Album, A Very Fine Love.
Als Springfield am 2. März 1999 sechs Wochen vor ihrem 60. Geburtstag in Henley-on-Thames, Oxfordshire an den Folgen von Brustkrebs starb, schrieb die New York Times, dass die Welt „die beste Popsängerin, die Großbritannien je hervorgebracht hat“ verloren habe. Am selben Tag wurde sie von der englischen Königin geehrt. Zehn Tage nach ihrem Tod wurde Dusty Springfield in die Rock and Roll Hall of Fame aufgenommen. Nach der Einäscherung wurde ihre Asche in Henley-on-Thames und vor den irischen Cliffs of Moher verstreut. Eine Grabstelle befindet sich an der Pfarrkirche Saint Mary the Virgin in Henley-on-Thames.

## Sonstiges
- Son of a Preacher Man war ursprünglich Aretha Franklin angeboten worden, die es wegen des anrüchigen Texts zunächst ablehnte. Quentin Tarantino wählte das Lied für den Soundtrack des Films Pulp Fiction. Lisa Fitz veröffentlichte 1971 unter dem Pseudonym Lisa Bauer eine inhaltlich uminterpretierte deutsche Version mit dem Titel Song vom Hilfsarbeiter. Eine weitere deutsche Version wurde 1994 von Sina (getextet von Polo Hofer) veröffentlicht, die sich textlich näher am Original orientierte.
- Auch I Only Want to Be with You wurde oft gecovert, unter anderem von den Bay City Rollers (1975), The Tourists (1980), Southside Johnny & the Asbury Jukes (1986) und Samantha Fox (1989). 2004 wurde er von der dänischen Heavy-Metal-/Rockabilly-Band Volbeat aufgenommen. Deutsche Versionen gibt es von Dusty Springfield selbst (Auf dich nur wart’ ich immerzu), Howard Carpendale (Ab heute weht ein neuer Wind, 1976) und Ireen Sheer (Alles was ich will bist du, 2001).[11]
- 1998 verwendete Guy Ritchie Springfields Lied Spooky (1970) in seinem Film Bube, Dame, König, grAS. Im Jahr 2007 unterlegte die dänische Biermarke Carlsberg einen Werbespot mit demselben Stück.
- Springfields erste Lebensgefährtin war in der zweiten Hälfte der 1960er Jahre die US-amerikanische Singer-Songwriterin Norma Tanega. Zusammen mit Tanega schrieb Springfield mehrere Lieder.
- Die US-amerikanische Sängerin Shelby Lynne veröffentlichte 2008 das Album Just a Little Lovin’ als Tribut an Dusty Springfield und arbeitete hierfür mit Springfields ehemaligem Produzenten Phil Ramone zusammen.
- Der Rolling Stone listete Springfield 2008 auf Rang 35 der 100 größten Sänger aller Zeiten.[12]
- 2022 wurde ihr ein Google-Doodle gewidmet.[13]

## Diskografie

### Alben
| Jahr | Titel                                    | Höchstplatzierung, Gesamtwochen, AuszeichnungChartplatzierungen (Jahr, Titel, Platzierungen, Wochen, Auszeichnungen, Anmerkungen) | Höchstplatzierung, Gesamtwochen, AuszeichnungChartplatzierungen (Jahr, Titel, Platzierungen, Wochen, Auszeichnungen, Anmerkungen) | Höchstplatzierung, Gesamtwochen, AuszeichnungChartplatzierungen (Jahr, Titel, Platzierungen, Wochen, Auszeichnungen, Anmerkungen) | Höchstplatzierung, Gesamtwochen, AuszeichnungChartplatzierungen (Jahr, Titel, Platzierungen, Wochen, Auszeichnungen, Anmerkungen) | Höchstplatzierung, Gesamtwochen, AuszeichnungChartplatzierungen (Jahr, Titel, Platzierungen, Wochen, Auszeichnungen, Anmerkungen) | Anmerkungen                             |
| Jahr | Titel                                    | DE | AT | CH | UK | US | Anmerkungen                             |
| ---- | ---------------------------------------- | --- | --- | --- | --- | --- | --------------------------------------- |
| 1964 | A Girl Called Dusty                      | — | — | — | UK6 (23 Wo.)UK | — | Erstveröffentlichung: 17. April 1964    |
| 1964 | Stay Awhile – I Only Want to Be with You | — | — | — | — | US62 (13 Wo.)US | Erstveröffentlichung: Juni 1964         |
| 1964 | Dusty                                    | — | — | — | — | US136 (36 Wo.)US | Erstveröffentlichung: Oktober 1964      |
| 1965 | Ev’rything’s Coming Up Dusty             | — | — | — | UK6 (12 Wo.)UK | — | Erstveröffentlichung: 8. Oktober 1965   |
| 1966 | You Don’t Have to Say You Love Me        | — | — | — | — | US77 (10 Wo.)US | Erstveröffentlichung: Juli 1966         |
| 1967 | Where Am I Going                         | — | — | — | UK40 (1 Wo.)UK | — | Erstveröffentlichung: 27. Oktober 1967  |
| 1967 | The Look of Love                         | — | — | — | — | US135 (7 Wo.)US |                                         |
| 1968 | Dusty… Definitely                        | — | — | — | UK30 (6 Wo.)UK | — | Erstveröffentlichung: 22. November 1968 |
| 1969 | Dusty in Memphis                         | — | — | — | UK— GoldUK | US99 (14 Wo.)US | Erstveröffentlichung: März 1969         |
| 1970 | From Dusty… with Love / A Brand New Me   | — | — | — | UK35 (2 Wo.)UK | US107 (13 Wo.)US | Erstveröffentlichung: 15. Januar 1970   |
| 1978 | It Begins Again                          | — | — | — | UK41 (2 Wo.)UK | — | Erstveröffentlichung: 10. Februar 1978  |
| 1990 | Reputation                               | DE21 (12 Wo.)DE | — | — | UK18 Silber · (6 Wo.)UK | — | Erstveröffentlichung: 25. Juni 1990     |
| 1995 | A Very Fine Love                         | — | — | — | UK43 (1 Wo.)UK | — | Erstveröffentlichung: 20. Juni 1995     |

grau schraffiert: keine Chartdaten aus diesem Jahr verfügbar
Weitere Alben
- 1965: Ooooooweeee!!!
- 1972: See All Her Faces
- 1973: Time for Loving (Michel Legrand Orchestra feat. Dusty Springfield, Matt Monro und Michel Legrand)
- 1973: Cameo
- 1978: Living without Your Love
- 1982: White Heat
- 2005: Live at the Royal Albert Hall

### Kompilationen
| Jahr | Titel                           | Höchstplatzierung, Gesamtwochen, AuszeichnungChartplatzierungen (Jahr, Titel, Platzierungen, Wochen, Auszeichnungen, Anmerkungen) | Höchstplatzierung, Gesamtwochen, AuszeichnungChartplatzierungen (Jahr, Titel, Platzierungen, Wochen, Auszeichnungen, Anmerkungen) | Höchstplatzierung, Gesamtwochen, AuszeichnungChartplatzierungen (Jahr, Titel, Platzierungen, Wochen, Auszeichnungen, Anmerkungen) | Höchstplatzierung, Gesamtwochen, AuszeichnungChartplatzierungen (Jahr, Titel, Platzierungen, Wochen, Auszeichnungen, Anmerkungen) | Höchstplatzierung, Gesamtwochen, AuszeichnungChartplatzierungen (Jahr, Titel, Platzierungen, Wochen, Auszeichnungen, Anmerkungen) | Anmerkungen                         |
| Jahr | Titel                           | DE | AT | CH | UK | US | Anmerkungen                         |
| ---- | ------------------------------- | --- | --- | --- | --- | --- | ----------------------------------- |
| 1966 | Golden Hits                     | — | — | — | UK2 (36 Wo.)UK | — |                                     |
| 1966 | Dusty Springfield’s Golden Hits | — | — | — | — | US137 (3 Wo.)US |                                     |
| 1988 | Dusty – The Silver Collection   | — | — | — | UK14 Gold · (10 Wo.)UK | — |                                     |
| 1994 | Goin Back – The Very Best Of    | — | — | — | UK5 Gold · (11 Wo.)UK | — |                                     |
| 1998 | Dusty – The Best Of             | — | — | — | UK19 Platin · (24 Wo.)UK | — |                                     |
| 2004 | The Look of Love                | — | — | — | UK25 Silber · (4 Wo.)UK | — | 2 CDs                               |
| 2006 | At Her Very Best                | — | — | — | UK31 Silber · (2 Wo.)UK | — | Erstveröffentlichung: 12. Juni 1006 |
| 2009 | Just Dusty                      | — | — | — | UK18 (11 Wo.)UK | — | Erstveröffentlichung: 1. März 2009  |
| 2013 | Opus Collection                 | — | — | — | — | US96 (4 Wo.)US |                                     |

grau schraffiert: keine Chartdaten aus diesem Jahr verfügbar
Weitere Kompilationen
| - 1970: I Close My Eyes and Count to Ten - 1970: Wishin’ & Hopin’ - 1970: Attention! Dusty Springfield! - 1973: This Is… Dusty Springfield Vol. 2 (The Magic Garden) - 1973: Disco de oro - 1974: Greatest Hits - 1975: Reflection 18 - Dusty Springfield! - 1975: Dusty Springfield Sings Burt Bacharach and Carole King - 1978: Sings Love - 1979: Greatest Hits - 1981: The Very Best of Dusty Springfield - 1984: Son of a Preacher Man - 1984: Dusty Springfield - 1986: Love Songs - 1990: Songbook - 1990: The Collection - 1993: Blue for You - 1996: Something Special - 1996: Am I the Same Girl - 1997: Hits Collection (UK: ×2Doppelplatin ) - 1997: Songbooks - 1997: The Dusty Springfield Anthology (3 CDs) - 1998: The Very Best of Dusty Springfield - 1999: The Best of Dusty Springfield - 1999: The BBC Sessions - 1999: Dusty in London (Lost British Recordings) | - 2000: Simply… Dusty - 2000: Classic Dusty Springfield - 2000: Son of a Preacher Man - 2001: Good Times (2 CDs) - 2001: Love Songs - 2001: Ultimate Collection - 2001: Beautiful Soul: The ABC / Dunhill Collection - 2002: Magic Movie Hits (mit Hans Zimmer, Lisa Gerrard und James Horner, 2 CDs) - 2002: Heart and Soul - 2003: Dusty Sings Classic Soul - 2003: Dusty Springfield for Café Après-Midi - 2004: Continental Dusty - 2004: Classics & Collectibles (2 CDs) - 2006: Complete A and B Sides 1963-1970 - 2006: Gold (2 CDs) - 2006: The Dusty Springfield Story (2 CDs) - 2006: At Her Very Best (2 CDs) - 2007: The Silver Collection - 2007: The Best of Dusty Springfield Volume 1 - 2007: The Best of Dusty Springfield Volume 2 - 2007: The Complete BBC Sessions - 2008: Walk On By (The Greatest Hits) - 2008: 40 Original Hits (2 CDs) - 2008: Gold (2 CDs) - 2011: Goin’ Back the Definitive Dusty Springfield (Box mit 4 CDs und 3 DVDs) - 2011: The Magic of Dusty Springfield (Box mit 3 CDs und 1 DVD) |

### EPs
- 1964: Dusty
- 1964: I Only Want to Be with You
- 1965: Mademoiselle Dusty
- 1965: Dusty in New York
- 1966: You Don’t Have to Say You Love Me
- 1968: If You Go Away
- 1972: Star Dusty
- 1980: Classic Cuts
- 1999: 5-Track Extended Play

### Soundtracks
| Jahr | Titel         | Höchstplatzierung, Gesamtwochen, AuszeichnungChartplatzierungen (Jahr, Titel, Platzierungen, Wochen, Auszeichnungen, Anmerkungen) | Höchstplatzierung, Gesamtwochen, AuszeichnungChartplatzierungen (Jahr, Titel, Platzierungen, Wochen, Auszeichnungen, Anmerkungen) | Höchstplatzierung, Gesamtwochen, AuszeichnungChartplatzierungen (Jahr, Titel, Platzierungen, Wochen, Auszeichnungen, Anmerkungen) | Höchstplatzierung, Gesamtwochen, AuszeichnungChartplatzierungen (Jahr, Titel, Platzierungen, Wochen, Auszeichnungen, Anmerkungen) | Höchstplatzierung, Gesamtwochen, AuszeichnungChartplatzierungen (Jahr, Titel, Platzierungen, Wochen, Auszeichnungen, Anmerkungen) | Anmerkungen                                          |
| Jahr | Titel         | DE | AT | CH | UK | US | Anmerkungen                                          |
| ---- | ------------- | --- | --- | --- | --- | --- | ---------------------------------------------------- |
| 1967 | Casino Royale | — | — | — | UK35 (1 Wo.)UK | US22 (? Wo.)US | Komponist: Burt Bacharach aus dem Film Casino Royale |

grau schraffiert: keine Chartdaten aus diesem Jahr verfügbar

### Singles
| Jahr | Titel Album                                                         | Höchstplatzierung, Gesamtwochen/‑monate, AuszeichnungChartplatzierungen (Jahr, Titel, Album, Platzierungen, Wochen/Monate, Auszeichnungen, Anmerkungen) | Höchstplatzierung, Gesamtwochen/‑monate, AuszeichnungChartplatzierungen (Jahr, Titel, Album, Platzierungen, Wochen/Monate, Auszeichnungen, Anmerkungen) | Höchstplatzierung, Gesamtwochen/‑monate, AuszeichnungChartplatzierungen (Jahr, Titel, Album, Platzierungen, Wochen/Monate, Auszeichnungen, Anmerkungen) | Höchstplatzierung, Gesamtwochen/‑monate, AuszeichnungChartplatzierungen (Jahr, Titel, Album, Platzierungen, Wochen/Monate, Auszeichnungen, Anmerkungen) | Höchstplatzierung, Gesamtwochen/‑monate, AuszeichnungChartplatzierungen (Jahr, Titel, Album, Platzierungen, Wochen/Monate, Auszeichnungen, Anmerkungen) | Anmerkungen                                                                              |
| Jahr | Titel Album                                                         | DE | AT | CH | UK | US | Anmerkungen                                                                              |
| ---- | ------------------------------------------------------------------- | --- | --- | --- | --- | --- | ---------------------------------------------------------------------------------------- |
| 1963 | I Only Want to Be with You Stay Awhile – I Only Want To Be With You | — | — | — | UK4 Silber · (18 Wo.)UK | US12 (10 Wo.)US | Erstveröffentlichung: November 1963                                                      |
| 1964 | Stay Awhile Stay Awhile – I Only Want To Be With You                | — | — | — | UK13 (10 Wo.)UK | US38 (7 Wo.)US | Erstveröffentlichung: März 1964                                                          |
| 1964 | Wishin’ and Hopin’ A Girl Called Dusty                              | — | — | — | — | US6 (13 Wo.)US | Erstveröffentlichung: Mai 1964                                                           |
| 1964 | I Just Don’t Know What to Do with Myself Dusty                      | — | — | — | UK3 (12 Wo.)UK | — |                                                                                          |
| 1964 | All Cried Out Dusty                                                 | — | — | — | — | US41 (7 Wo.)US | Erstveröffentlichung: September 1964                                                     |
| 1964 | Losing You Ooooooweeee!!!                                           | — | — | — | UK9 (13 Wo.)UK | US91 (4 Wo.)US | Erstveröffentlichung: 16. November 1964                                                  |
| 1965 | Your Hurtin’ Kind of Love Ooooooweeee!!!                            | — | — | — | UK37 (4 Wo.)UK | — | Erstveröffentlichung: Februar 1965                                                       |
| 1965 | In the Middle of Nowhere –                                          | — | — | — | UK8 (10 Wo.)UK | — | Erstveröffentlichung: Juli 1965                                                          |
| 1965 | Some of Your Loving You Don’t Have To Say You Love Me               | — | — | — | UK8 (12 Wo.)UK | — | Erstveröffentlichung: September 1965                                                     |
| 1966 | Little by Little You Don’t Have To Say You Love Me                  | — | — | — | UK17 (9 Wo.)UK | — | Erstveröffentlichung: 14. Februar 1966                                                   |
| 1966 | You Don’t Have to Say You Love Me You Don’t Have To Say You Love Me | DE33 (½ Mt.)DE | — | — | UK1 Silber · (13 Wo.)UK | US4 (13 Wo.)US | Erstveröffentlichung: 25. März 1966                                                      |
| 1966 | Goin’ Back –                                                        | — | — | — | UK10 (10 Wo.)UK | — | Erstveröffentlichung: 18. Juli 1966                                                      |
| 1966 | All I See Is You –                                                  | — | — | — | UK9 (12 Wo.)UK | US20 (8 Wo.)US | Erstveröffentlichung: 9. September 1966                                                  |
| 1967 | I’ll Try Anything –                                                 | — | — | — | UK13 (9 Wo.)UK | US40 (8 Wo.)US | Erstveröffentlichung: 27. Februar 1967                                                   |
| 1967 | Give Me Time The Look of Love                                       | — | — | — | UK24 (6 Wo.)UK | US76 (4 Wo.)US | Erstveröffentlichung: Mai 1967                                                           |
| 1967 | The Look of Love                                                    | — | — | — | — | US22 (15 Wo.)US |                                                                                          |
| 1967 | What’s it Gonna Be The Look of Love                                 | — | — | — | — | US49 (8 Wo.)US | Erstveröffentlichung: September 1967                                                     |
| 1968 | I Close My Eyes and Count to Ten –                                  | DE40 (½ Mt.)DE | — | — | UK4 (12 Wo.)UK | — | Erstveröffentlichung: August 1968                                                        |
| 1968 | Son of a Preacher Man Dusty In Memphis                              | DE38 Gold · (½ Mt.)DE | AT10 (3 Mt.)AT | CH3 (12 Wo.)CH | UK9 ×2Doppelplatin · (14 Wo.)UK | US10 (12 Wo.)US | Erstveröffentlichung: 8. November 1968                                                   |
| 1969 | Don’t Forget About Me Dusty In Memphis                              | — | — | — | — | US64 (6 Wo.)US | Erstveröffentlichung: Mai 1969                                                           |
| 1969 | Breakfast in Bed Dusty In Memphis                                   | — | — | — | — | US91 (2 Wo.)US |                                                                                          |
| 1969 | The Windmills of Your Mind Dusty In Memphis                         | — | — | — | — | US31 (8 Wo.)US | Erstveröffentlichung: 1. April 1969                                                      |
| 1969 | Willie & Laura Mae Jones –                                          | — | — | — | — | US78 (3 Wo.)US | Erstveröffentlichung: 6. Juni 1969                                                       |
| 1969 | Am I the Same Girl –                                                | — | — | — | UK43 (4 Wo.)UK | — | Erstveröffentlichung: 6. Oktober 1966                                                    |
| 1969 | A Brand New Me                                                      | — | — | — | — | US24 (12 Wo.)US | Erstveröffentlichung: November 1969                                                      |
| 1970 | Silly, Silly, Fool A Brand New Me                                   | — | — | — | — | US76 (5 Wo.)US |                                                                                          |
| 1970 | How Can I Be Sure –                                                 | — | — | — | UK36 (4 Wo.)UK | — |                                                                                          |
| 1979 | Baby Blue –                                                         | — | — | — | UK61 (5 Wo.)UK | — | Erstveröffentlichung: 20. September 1979                                                 |
| 1985 | Sometimes Like Butterflies –                                        | — | — | — | UK83 (4 Wo.)UK | — |                                                                                          |
| 1987 | What Have I Done to Deserve This? –                                 | DE4 (14 Wo.)DE | AT11 (2½ Mt.)AT | CH5 (9 Wo.)CH | UK2 (9 Wo.)UK | US2 (18 Wo.)US | Erstveröffentlichung: 10. August 1987 mit Pet Shop Boys                                  |
| 1987 | Something in Your Eyes –                                            | — | — | — | UK84 (3 Wo.)UK | — | Erstveröffentlichung: 15. September 1987 mit Richard Carpenter                           |
| 1987 | I Only Want to Be with You (1987) –                                 | — | — | — | UK83 (6 Wo.)UK | — |                                                                                          |
| 1989 | Nothing Has Been Proved Reputation                                  | DE52 (5 Wo.)DE | — | — | UK16 (7 Wo.)UK | — | Erstveröffentlichung: 13. Februar 1989                                                   |
| 1989 | In Private Reputation                                               | DE4 (30 Wo.)DE | — | — | UK14 (10 Wo.)UK | — | Erstveröffentlichung: 20. November 1989 Charteintritt in Deutschland erst im Januar 1990 |
| 1990 | Reputation                                                          | DE29 (17 Wo.)DE | — | — | UK38 (6 Wo.)UK | — | Erstveröffentlichung: 14. Mai 1990                                                       |
| 1990 | Arrested by You Reputation                                          | — | — | — | UK70 (2 Wo.)UK | — | Erstveröffentlichung: 12. November 1990                                                  |
| 1993 | Heart and Soul –                                                    | — | — | — | UK75 (1 Wo.)UK | — | Erstveröffentlichung: 18. Oktober 1993 mit Cilla Black                                   |
| 1994 | Goin’ Back / Son of a Preacher Man –                                | — | — | — | UK76 (1 Wo.)UK | — |                                                                                          |
| 1995 | Wherever Would I Be A Very Fine Love                                | DE73 (10 Wo.)DE | — | — | UK44 (3 Wo.)UK | — | Erstveröffentlichung: 26. Mai 1995 mit Daryl Hall                                        |
| 1995 | Roll Away A Very Fine Love                                          | — | — | — | UK68 (2 Wo.)UK | — |                                                                                          |

grau schraffiert: keine Chartdaten aus diesem Jahr verfügbar
Weitere Singles
| - 1964: Live It Up - 1964: Warten und hoffen - 1964: Tanto so che poi mi passa - 1964: Guess Who - 1964: O Holy Child - 1966: Demain tu peux changer - 1967: If You Go Away - 1967: What’s It Gonna Be - 1968: I Will Come to You - 1968: Sweet Ride - 1969: In the Land of Make Believe - 1969: I Think It’s Going to Rain Today - 1970: Morning Please Don’t Come (mit Tom Springfield) - 1970: Lost - 1970: Let Me in Your Way - 1970: Spooky (UK: Gold) - 1971: Haunted - 1971: What Good Is I Love You | - 1971: Some of Your Loving - 1971: I Believe in You - 1972: Yesterday When I Was Young - 1973: Learn to Say Goodbye - 1973: Who Gets Your Love - 1973: Mama’s Little Girl - 1974: Summer Is Over - 1978: A Love Like Yours (Don’t Come Knocking Every Day) - 1978: That’s The Kind of Love I’ve Got for You - 1979: I’m Coming Home Again - 1980: It Goes Like It Goes (Titelsong des Films Norma Rae – Eine Frau steht ihren Mann) - 1980: Your Love Still Brings Me to My Knees - 1982: Donnez moi (Give to Me) - 1984: Private Number (mit Spencer Davis) - 1987: Something in Your Eyes (Richard Carpenter) - 1988: As Long as We Got Each Other (mit B. J. Thomas) - 1995: Wherever Would I Be (mit Daryl Hall) |

### Videoalben
| Jahr | Titel                       | Höchstplatzierung, Gesamtwochen, AuszeichnungChartplatzierungen (Jahr, Titel, Platzierungen, Wochen, Auszeichnungen, Anmerkungen) | Höchstplatzierung, Gesamtwochen, AuszeichnungChartplatzierungen (Jahr, Titel, Platzierungen, Wochen, Auszeichnungen, Anmerkungen) | Höchstplatzierung, Gesamtwochen, AuszeichnungChartplatzierungen (Jahr, Titel, Platzierungen, Wochen, Auszeichnungen, Anmerkungen) | Höchstplatzierung, Gesamtwochen, AuszeichnungChartplatzierungen (Jahr, Titel, Platzierungen, Wochen, Auszeichnungen, Anmerkungen) | Höchstplatzierung, Gesamtwochen, AuszeichnungChartplatzierungen (Jahr, Titel, Platzierungen, Wochen, Auszeichnungen, Anmerkungen) | Anmerkungen                             |
| Jahr | Titel                       | DE | AT | CH | UK | US | Anmerkungen                             |
| ---- | --------------------------- | --- | --- | --- | --- | --- | --------------------------------------- |
| 2009 | Once Upon A Time: 1964-1969 | — | — | — | UK9 (12 Wo.)UK | — | Erstveröffentlichung: 7. September 2009 |

Weitere Videoalben
- 2005: Live at the Royal Albert Hall

## Auszeichnungen für Musikverkäufe
| Goldene Schallplatte - Italien - 2019: für die Single Son of a Preacher Man - Neuseeland - 2010: für das Album Blue for You - 2010: für das Album At Her Very Best - 2024: für das Album Dusty In Memphis - Schweden - 1987: für die Single What Have I Done to Deserve This? | Platin-Schallplatte - Australien - 2006: für das Album Dusty – The Silver Collection - 2008: für das Videoalbum Live at the Royal Albert Hall - Dänemark - 2025: für die Single Son of a Preacher Man - Spanien - 2024: für die Single Son of a Preacher Man 3× Platin-Schallplatte - Neuseeland - 2024: für die Single Son of a Preacher Man |

Anmerkung: Auszeichnungen in Ländern aus den Charttabellen bzw. Chartboxen sind in ebendiesen zu finden.
| Land/RegionAuszeichnungen für Musikverkäufe (Land/Region, Auszeichnungen, Verkäufe, Quellen) | Silber     | Gold       | Platin       | Verkäufe  | Quellen                   |
| -------------------------------------------------------------------------------------------- | ---------- | ---------- | ------------ | --------- | ------------------------- |
| Australien (ARIA)                                                                            | —          | —          | 2× Platin2   | 85.000    | aria.com.au               |
| Dänemark (IFPI)                                                                              | —          | —          | Platin1      | 90.000    | ifpi.dk                   |
| Deutschland (BVMI)                                                                           | —          | Gold1      | —            | 300.000   | musikindustrie.de         |
| Italien (FIMI)                                                                               | —          | Gold1      | —            | 25.000    | fimi.it                   |
| Neuseeland (RMNZ)                                                                            | —          | 3× Gold3   | 3× Platin3   | 112.500   | radioscope.net.nz NZ2 NZ3 |
| Schweden (IFPI)                                                                              | —          | Gold1      | —            | 40.000    | sverigetopplistan.se      |
| Spanien (Promusicae)                                                                         | —          | —          | Platin1      | 60.000    | elportaldemusica.es       |
| Vereinigtes Königreich (BPI)                                                                 | 5× Silber5 | 4× Gold4   | 5× Platin5   | 3.380.000 | bpi.co.uk                 |
| Insgesamt                                                                                    | 5× Silber5 | 10× Gold10 | 12× Platin12 |           |                           |